# Bonaventura Tecchi
Bonaventura Tecchi (* 11. Februar 1896 in Bagnoregio, Provinz Viterbo, Latium, Königreich Italien; † 18. Juni 1968 in Rom, Italien) war ein italienischer Autor, Germanist und Hochschullehrer.

## Leben
Tecchi promovierte im Fach Literatur an der römischen Universität La Sapienza. Am Ersten Weltkrieg nahm er als Freiwilliger in der Brigata Arezzo teil. In der Zehnten Isonzoschlacht wurde er für sein Verhalten während der Kämpfe bei Flondar-Monfalcone am 4. und 5. Juni 1917 mit der Tapferkeitsmedaille in Bronze ausgezeichnet. Am 17. November 1917 wurde er während der Rückzugsgefechte der italienischen Armee im Gefolge der Zwölften Isonzoschlacht am rechten Arm schwer verletzt und gefangen genommen. Nach seiner Genesung im Militärkrankenhaus von Rastatt wurde er in ein Kriegsgefangenenlager für Offiziere in Celle-Lager verlegt. Dort traf er unter anderen auch den Dramatiker Ugo Betti und den Romancier Carlo Emilio Gadda. Nach dem Waffenstillstand im November 1918 konnten die Gefangenen sich in Celle frei bewegen und bis zu ihrem Rücktransport nach Italien mit der Situation im geschlagenen Deutschland vertraut machen.
Tecchi erhielt nach dem Krieg noch das Kriegsverdienstkreuz und wurde mit der aus der Bronze erbeuteter Kanonen gefertigten Erinnerungsmedaille an den italienisch-österreichischen Krieg für die Vollendung der Einheit Italiens ausgezeichnet.
Seine Erfahrungen in Deutschland führten dazu, dass Tecchi sich entschloss, weitere Studien über Deutschland zu machen und sich der deutschen Literatur zu widmen. Seine Zeit in Deutschland schildert er in Baracca 15C des Jahres 1961. In der Folgezeit erhielt er den Lehrstuhl für Deutsche Literatur an seiner Alma Mater. 1942 wurde er mit dem Lehrstuhl für Sprache und Literatur Deutschlands an der römischen Freien Universität Maria Himmelfahrt, dem damaligen Istituto Pareggiato di Magistero «Maria Ss.Assunta» betraut.
Seit den 1920er Jahren veröffentlichte Tecchi Dutzende von Romanen, Erzählungen und Arbeiten zur Literatur.

## Preise und Auszeichnungen
- Croce al merito di guerra
- 1952: Großoffizier zum Verdienstorden der Italienischen Republik
- 1955: Mitglied der Deutschen Akademie für Sprache und Dichtung
- 1957: Großes Bundesverdienstkreuz
- 1959: Premio Bancarella für sein Werk Gli egoisti
- 1959: Goethe-Medaille
- 1963: Mitglied der römischen Accademia dei Lincei
- 1963: Großkreuz zum Verdienstorden der Italienischen Republik
- 1965: Präsident der Quadriennale di Roma
- 1972: Aufnahme in die Bayerische Akademie der Schönen Künste

## Veröffentlichungen
- Wackenroder. Solaria, Florenz 1927.
- Maestri e amici.Tempo Nostro, Pescara 1934.
- I Villatauri. A. Mondadori, Mailand 1935.
  - Die Villatauri, Roman. Schaffrath, Leipzig 1939.
- Idilli moravi. Garzanti, Mailand 1939.
- La vedova timida. Antica terra. Tumminelli, Rom 1942.
  - Die schüchterne Witwe. Amadeus-Verlag, Wien 1960.
- Sette liriche di Goethe. Laterza, Bari 1949.
- Un’ estate in campagna. Diario 1943. Sansoni, Florenz 1945.
- Valentina Velier. Bompiani, Mailand/Rom 1950.
  - Valentina, Roman. Amadeus-Verlag, Wien 1952.
- Gli egoisti. Bompiani, Mailand 1959.
  - Die Egoisten. Classen, Zürich 1960.
- Romantici tedeschi. Ricciardi, Mailand/Neapel 1959.
- Scrittori tedeschi moderni. Edizioni di storia e letteratura, Rom 1959.
- Baracca 15C. Bompiani, Mailand 1961.
- Svevia, terra di poeti. Sciascia, Caltanisetta/Rom 1964.
  - Schwabenland, Dichterland. Classen, Zürich 1972.
- Gli onesti. Bompiani, Mailand 1965.
  - Die Ehrlichen, Roman.  Classen, Zürich/Stuttgart 1967.
- Goethe scrittore di fiabe. Einaudi, Turin 1966.
- Tempesta e sereno. Mursia, Milano 1968.
- Resistenza dei sogni. Boni, Bologna 1977
- Tarda estate. Bompiani. Mailand 1980.
  - deutsch: Später Sommer, Roman. Classen, Stuttgart 1981, ISBN 3-7172-0303-7

## Filmografie (Auswahl)
- 1952: Männer ohne Tränen (La voce del silenzio)